# Herta Nagl-Docekal
Herta Nagl-Docekal (* 29. Mai 1944 in Wels, Oberösterreich) ist eine österreichische Universitätsprofessorin i. R. am Institut für Philosophie der Universität Wien, Wirkliches Mitglied der Österreichischen Akademie der Wissenschaften, Membre tit. des Institut International de Philosophie, Paris und Mitglied des Committee on Gender Issues der FISP (Fédération Internationale des Sociétés de Philosophie). Nagl-Docekal war 2008 bis 2013 Vizepräsidentin der FISP. 

## Leben
Nagl-Docekal studierte Geschichte, Philosophie und Germanistik an der Universität Wien. 1967 wurde sie sub auspiciis Praesidentis rei publicae zum Dr. phil. im Fach Geschichte an der Universität Wien (mit einer Arbeit über den Geschichtsphilosophen Ernst von Lasaulx) promoviert. Von 1968 bis 1985 war Nagl-Docekal Universitätsassistentin am Institut für Philosophie der Universität Wien. Im Sommer 1980 lehrte sie am Department of Philosophy, Millersville University of Pennsylvania.
1981 habilitierte sie sich an der Universität Wien für das Gesamtgebiet der Philosophie (Habilitationsschrift: Die Objektivität der Geschichtswissenschaft). 1985 bis 2009 war Nagl-Docekal Universitätsprofessorin am Institut für Philosophie der Universität Wien (seit 2009 Universitätsprofessorin i. R.).
Nagl-Docekal war Gastprofessorin: 1990 an der Universität Utrecht, Niederlande; 1991/92 an der Johann Wolfgang Goethe-Universität Frankfurt am Main; 1993 an der Universität Konstanz; 1994/95 an der Freien Universität Berlin und 1995/96 an der Katholisch-Theologischen Fakultät der Universität Innsbruck. 1994 war sie Visiting Fellow am Institut für die Wissenschaften vom Menschen, Wien; 2011 Gastprofessorin an der Universität Sankt Petersburg. Sie erhielt 2022 ein Ehrendoktorat der Philosophisch-Historischen Fakultät der Universität Basel.
Seit 1970 ist sie mit dem Philosophen Ludwig Nagl verheiratet.

## Schriften (Auswahl)
- Artificial Intelligence and Human Enhancement. Affirmative and Critical Approaches in the Humanities (Hrsg. gem. mit Waldemar Zacharasiewicz), Berlin 2022.
- Transatlantic Elective Affinities. Traveling Ideas and Their Mediators (Hrsg. gem. mit Waldemar Zacharasiewicz), Wien 2021.
- Leibniz heute lesen. Wissenschaft, Geschichte, Religion (Herausgeberin). Berlin 2018.
- La religione dopo la critica alla religione. Un dibattito filosofico (Hrsg. gem. mit Wolfgang Kaltenbacher und Claudia Melica), Neapel 2017.
- Hegelis par milestibu (Hegel on love). Philosophical lectures in Riga. Riga, Latvia, 2016.
- Reprint 2016, Frankfurt am Main: Feministische Philosophie. Ergebnisse. Probleme, Perspektiven (Erstveröffentlichung 2000).
- Innere Freiheit. Grenzen der nachmetaphysischen Moralkonzeption (= Deutsche Zeitschrift für Philosophie. Sonderband 36), Berlin 2014.
- Hegels Ästhetik als Theorie der Moderne. Berlin 2013 (Hrsg. gem. mit Annemarie Gethmann-Siefert, Erzsébet Rózsa und Elisabeth Weisser-Lohmann). In Zusammenarbeit mit dem Istituto Italiano per gli Studi Filosofici, Neapel.
- Kas ir feministiska filosofia? (What is feminist philosophy?). Philosophical lectures in Riga. Riga, Latvia, 2021.
- Jenseits der Säkularisierung. Religionsphilosophische Studien. Berlin 2008 (Hrsg. gem. mit Friedrich Wolfram)
- Viele Religionen – eine Vernunft? Ein Disput zu Hegel. Wien/Berlin 2008 (Hrsg., gem. mit Wolfgang Kaltenbacher und Ludwig Nagl).
- Glauben und Wissen. Ein Symposium mit Jürgen Habermas. Wien/Berlin 2007 (Hrsg., gem. mit Rudolf Langthaler).
- Geschichtsphilosophie und Kulturkritik. Darmstadt 2003 (Hrsg., gem. mit Johannes Rohbeck).
- Feministische Philosophie. Ergebnisse, Probleme, Perspektiven. Frankfurt am Main 2000 und 2004 (Übersetzungen: USA 2004, Japan 2006, Ungarn 2006, Tschechien 2007).
- Continental Philosophy in Feminist Perspective. Pennsylvania State University Press 2000 (Hrsg. gem. mit Cornelia Klingler).
- Hrsg.: Der Sinn des Historischen. Frankfurt am Main 1996.
- Politische Theorie. Differenz und Lebensqualität. Frankfurt am Main 1996 (Hrsg. gem. mit Herlinde Pauer-Studer).
- Postkoloniales Philosophieren: Afrika. Wien/München 1992 (Hrsg., gem. mit Franz Wimmer).
- Tod des Subjekts? Wien/München 1987 (Hrsg., gem. mit Helmuth Vetter).
- Die Objektivität der Geschichtswissenschaft. Systematische Untersuchungen zum wissenschaftlichen Status der Historie. Wien/München 1982.
- Mitherausgeberin: Wiener Reihe. Themen der Philosophie (seit 1986).
- Mitherausgeberin: Deutsche Zeitschrift für Philosophie (1993–2004).
- Mitherausgeberin: L'Homme. Europäische Zeitschrift für feministische Geschichtswissenschaft (1990 bis 2003).
- Herausgeberin: Überlieferung und Aufgabe. Festschrift für Erich Heintel zum 70. Geburtstag. 2 Bände, Wien, Braumüller 1982, ISBN 3-7003-0352-1

## Auszeichnungen
- Förderpreis der Stadt Wien, 1983
- Käthe-Leichter-Preis (Österreichischer Staatspreis), 1997
- Preis für Geistes- und Sozialwissenschaften der Stadt Wien, 2009
- Gabriele-Possanner-Staatspreis für das Lebenswerk, 2015[2]
- Ehrendoktor der Philosophisch-Historische Fakultät der Universität Basel, 2022[3]